# Campeonato de Primera C 1987-88 (Argentina)
El Campeonato de Primera C 1987-88 fue la quincuagésima cuarta edición del certamen y la segunda de esta división como cuarta categoría del fútbol argentino. Fue disputado entre el 18 de julio de 1987 y el 1 de junio de 1988 por 20 equipos.
Se incorporaron para esta temporada Muñiz y Brown de Adrogué, campeón y segundo ascendido de la Primera D, respectivamente, así como Comunicaciones y Dock Sud, descendidos de la Primera B Metropolitana. El torneo estuvo conformado por 20 equipos, que jugaron un torneo largo de 38 fechas.
El campeón fue Central Córdoba (R), que de esta manera obtuvo el primer ascenso, mientras que el segundo fue para Defensores Unidos, ganador del Torneo reducido.
Asimismo, el torneo determinó el descenso a la Primera D de Liniers y Argentino (Merlo), últimos en la tabla de promedios.

## Ascensos y descensos
| Promedio | Descendidos de la Primera C 1986-87 |
| -------- | ----------------------------------- |
| 19.º     | Villa San Carlos                    |
| 20.º     | Deportivo Riestra                   |

| Posición  | Ascendidos de la Primera D 1986-87 |
| --------- | ---------------------------------- |
| Campeón   | Muñiz                              |
| Gan. red. | Brown de Adrogué                   |

| Posición  | Ascendidos a la Primera B 1987-88 |
| --------- | --------------------------------- |
| 1.º       | Deportivo Laferrere               |
| Gan. red. | Talleres (RE)                     |

| Promedio | Descendidos de la Primera B 1986-87 |
| -------- | ----------------------------------- |
| 17.º     | Comunicaciones                      |
| 18.º     | Dock Sud                            |

## Equipos participantes
| Equipo               | Ciudad            | Estadio              | Capacidad |
| -------------------- | ----------------- | -------------------- | --------- |
| Argentino (M)        | Merlo             | Argentino de Merlo   | 11 000    |
| Argentino de Quilmes | Quilmes           | Argentino de Quilmes | 7000      |
| Brown                | Adrogué           | Lorenzo Arandilla    | 4500      |
| Central Córdoba      | Rosario           | Gabino Sosa          | 10 000    |
| Claypole             | Claypole          | Rodolfo Capocasa     | 1000      |
| Colegiales           | Munro             | Libertarios Unidos   | 6000      |
| Comunicaciones       | Buenos Aires      | Alfredo Ramos        | 3500      |
| Def. de Cambaceres   | Ensenada          | 12 de Octubre        | 3000      |
| Defensores Unidos    | Zárate            | Gigante de Villa Fox | 6000      |
| Dock Sud             | Dock Sud          | De Los Inmigrantes   | 9500      |
| Excursionistas       | Buenos Aires      | Excursionistas       | 7200      |
| Flandria             | Jáuregui          | Carlos V             | 5000      |
| Ituzaingó            | Ituzaingó         | Ituzaingó            | 3500      |
| Leandro N. Alem      | General Rodríguez | Leandro N. Alem      | 4000      |
| Liniers              | San Justo         | Juan Antonio Arias   | 3000      |
| Luján                | Luján             | Municipal de Luján   | 2000      |
| Muñiz                | Muñiz             | La Vuce              | 500       |
| San Telmo            | Dock Sud          | Dr. Osvaldo Baletto  | 10 500    |
| Sarmiento            | Junín             | Eva Perón            | 17 000    |
| Tristán Suárez       | Ezeiza            | 20 de Octubre        | 15 000    |

### Distribución geográfica de los equipos
| Región                                   | Cant. | Equipos |
| ---------------------------------------- | ----- | --- |
| Conurbano bonaerense                     | 11    | Argentino de Merlo, Argentino de Quilmes, Brown de Adrogué, Claypole, Colegiales, Dock Sud, Ituzaingó, Liniers, Muñiz, San Telmo y Tristán Suárez |
| Interior de la provincia de Buenos Aires | 5     | Defensores Unidos, Flandria, Leandro N. Alem, Luján y Sarmiento (J)                                                                               |
| Ciudad de Buenos Aires                   | 2     | Comunicaciones y Excursionistas |
| Gran La Plata                            | 1     | Defensores de Cambaceres |
| Ciudad de Rosario                        | 1     | Central Córdoba |

## Formato

### Competición
Se disputó un torneo de 38 fechas por el sistema de todos contra todos, ida y vuelta.

### Ascensos
El equipo que más puntos obtuvo se consagró campeón y ascendió directamente. Los equipos ubicados entre el segundo y el noveno puesto de la tabla de posiciones final clasificaron al Torneo reducido, cuyo ganador obtuvo el segundo ascenso.

### Descensos
El promedio se calculó con los puntos obtenidos en la fase regular de los torneos de 1985, 1986, 1986-87 y 1987-88. Los equipos que ocuparon los dos últimos lugares de la tabla de promedios descendieron a la Primera D.

## Tabla de posiciones
| Pos. | Equipo               | Pts. | PJ | PG | PE | PP | GF | GC | Dif. |
| ---- | -------------------- | ---- | -- | -- | -- | -- | -- | -- | ---- |
| 1.º  | Central Córdoba (R)  | 56   | 38 | 22 | 12 | 4  | 61 | 24 | 37   |
| 2.º  | Excursionistas       | 54   | 38 | 22 | 10 | 6  | 71 | 38 | 33   |
| 3.º  | Colegiales           | 51   | 38 | 21 | 9  | 8  | 61 | 32 | 29   |
| 4.º  | Defensores Unidos    | 51   | 38 | 19 | 13 | 6  | 55 | 27 | 28   |
| 5.º  | Leandro N. Alem      | 49   | 38 | 21 | 7  | 10 | 66 | 48 | 18   |
| 6.º  | Def. de Cambaceres   | 45   | 38 | 16 | 13 | 9  | 58 | 39 | 19   |
| 7.º  | Claypole             | 45   | 38 | 20 | 5  | 13 | 56 | 46 | 10   |
| 8.º  | Muñiz                | 44   | 38 | 17 | 10 | 11 | 44 | 37 | 7    |
| 9.º  | San Telmo            | 41   | 38 | 17 | 7  | 14 | 59 | 45 | 14   |
| 10.º | Sarmiento de Junín   | 37   | 38 | 14 | 9  | 15 | 47 | 48 | −1   |
| 11.º | Luján                | 35   | 38 | 10 | 15 | 13 | 46 | 57 | −11  |
| 12.º | Ituzaingó            | 33   | 38 | 10 | 13 | 15 | 29 | 38 | −9   |
| 13.º | Comunicaciones       | 31   | 38 | 8  | 15 | 15 | 57 | 53 | 4    |
| 14.º | Flandria             | 31   | 38 | 10 | 11 | 17 | 36 | 55 | −19  |
| 15.º | Dock Sud             | 30   | 38 | 10 | 10 | 18 | 39 | 52 | −13  |
| 16.º | Argentino de Quilmes | 30   | 38 | 9  | 12 | 17 | 43 | 57 | −14  |
| 17.º | Brown de Adrogué     | 30   | 38 | 9  | 12 | 17 | 32 | 49 | −17  |
| 18.º | Liniers              | 27   | 38 | 8  | 11 | 19 | 43 | 67 | −24  |
| 19.º | Tristán Suárez       | 23   | 38 | 7  | 9  | 22 | 48 | 72 | −24  |
| 20.º | Argentino de Merlo   | 17   | 38 | 3  | 11 | 24 | 33 | 80 | −47  |

|  | Campeón. Ascendió a la Primera B Metropolitana. |
|  | Clasificados al Torneo Reducido.                |

|  |

## Resultados
| Central Córdoba (R) | 0 - 0 | Defensores de Cambaceres | Gabino Sosa              | 18 de julio |
| Tristán Suárez      | 1 - 2 | Dock Sud                 | Moreno y Fariña          | 18 de julio |
| Leandro N. Alem     | 1 - 2 | Luján                    | Leandro N. Alem          | 18 de julio |
| Claypole            | 2 - 0 | Argentino de Merlo       | César Luis Menotti       | 18 de julio |
| Muñiz               | 1 - 2 | Excursionistas           | La Vuce                  | 18 de julio |
| Defensores Unidos   | 2 - 0 | Comunicaciones           | Gigante de Villa Fox     | 18 de julio |
| Ituzaingó           | 2 - 0 | Brown de Adrogué         | Pacheco y Mariano Acosta | 18 de julio |
| Flandria            | 1 - 0 | Argentino de Quilmes     | Carlos V                 | 18 de julio |
| San Telmo           | 0 - 1 | Colegiales               | Isla Maciel              | 18 de julio |
| Sarmiento de Junín  | 2 - 0 | Liniers                  | Eva Perón                | 18 de julio |

| Sarmiento de Junín   | 1 - 3 | Central Córdoba (R)      | Eva Perón            | 25 de julio |
| Luján                | 2 - 1 | Tristán Suárez           | Municipal de Luján   | 25 de julio |
| Liniers              | 3 - 0 | San Telmo                | 2 de Abril de 1982   | 27 de julio |
| Colegiales           | 2 - 3 | Flandria                 | Malaver y Posadas    | 27 de julio |
| Argentino de Quilmes | 0 - 0 | Ituzaingó                | Argentino de Quilmes | 27 de julio |
| Brown de Adrogué     | 1 - 1 | Defensores Unidos        | Brown de Adrogué     | 27 de julio |
| Comunicaciones       | 1 - 2 | Muñiz                    | Comunicaciones       | 27 de julio |
| Excursionistas       | 2 - 1 | Claypole                 | Pampa y Miñones      | 27 de julio |
| Argentino de Merlo   | 1 - 2 | Leandro N. Alem          | José Manuel Moreno   | 27 de julio |
| Dock Sud             | 1 - 2 | Defensores de Cambaceres | De Los Inmigrantes   | 27 de julio |

| Defensores Unidos        | 1 - 0 | Argentino de Quilmes | Gigante de Villa Fox        | 1 de agosto |
| Central Córdoba (R)      | 3 - 1 | Dock Sud             | Gabino Sosa                 | 2 de agosto |
| Defensores de Cambaceres | 1 - 0 | Luján                | Camino Rivadavia y Quintana | 2 de agosto |
| Tristán Suárez           | 4 - 0 | Argentino de Merlo   | Moreno y Fariña             | 2 de agosto |
| Leandro N. Alem          | 3 - 3 | Excursionistas       | Leandro N. Alem             | 2 de agosto |
| Claypole                 | 4 - 1 | Comunicaciones       | César Luis Menotti          | 2 de agosto |
| Muñiz                    | 2 - 0 | Brown de Adrogué     | La Vuce                     | 2 de agosto |
| Ituzaingó                | 1 - 1 | Colegiales           | Pacheco y Mariano Acosta    | 2 de agosto |
| Flandria                 | 0 - 0 | Liniers              | Carlos V                    | 2 de agosto |
| San Telmo                | 1 - 0 | Sarmiento de Junín   | Isla Maciel                 | 2 de agosto |

| San Telmo            | 0 - 0 | Central Córdoba (R)      | Isla Maciel          | 8 de agosto |
| Sarmiento de Junín   | 1 - 1 | Flandria                 | Eva Perón            | 8 de agosto |
| Liniers              | 1 - 1 | Ituzaingó                | 2 de Abril de 1982   | 8 de agosto |
| Colegiales           | 2 - 0 | Defensores Unidos        | Malaver y Posadas    | 8 de agosto |
| Argentino de Quilmes | 1 - 1 | Muñiz                    | Argentino de Quilmes | 8 de agosto |
| Brown de Adrogué     | 0 - 1 | Claypole                 | Brown de Adrogué     | 8 de agosto |
| Comunicaciones       | 2 - 0 | Leandro N. Alem          | Comunicaciones       | 8 de agosto |
| Excursionistas       | 1 - 1 | Tristán Suárez           | Pampa y Miñones      | 8 de agosto |
| Argentino de Merlo   | 1 - 2 | Defensores de Cambaceres | José Manuel Moreno   | 8 de agosto |
| Luján                | 1 - 1 | Dock Sud                 | Municipal de Luján   | 8 de agosto |

| Central Córdoba (R)      | 4 - 0 | Luján                | Gabino Sosa                 | 15 de agosto    |
| Defensores Unidos        | 3 - 0 | Liniers              | Gigante de Villa Fox        | 15 de agosto    |
| Dock Sud                 | 2 - 0 | Argentino de Merlo   | De Los Inmigrantes          | 17 de agosto    |
| Tristán Suárez           | 2 - 2 | Comunicaciones       | Moreno y Fariña             | 17 de agosto    |
| Leandro N. Alem          | 1 - 1 | Brown de Adrogué     | Leandro N. Alem             | 17 de agosto    |
| Claypole                 | 3 - 2 | Argentino de Quilmes | César Luis Menotti          | 17 de agosto    |
| Muñiz                    | 0 - 0 | Colegiales           | La Vuce                     | 17 de agosto    |
| Ituzaingó                | 1 - 0 | Sarmiento de Junín   | Pacheco y Mariano Acosta    | 17 de agosto    |
| Flandria                 | 1 - 0 | San Telmo            | Carlos V                    | 17 de agosto    |
| Defensores de Cambaceres | 0 - 1 | Excursionistas       | Camino Rivadavia y Quintana | 9 de septiembre |

| Flandria             | 2 - 2 | Central Córdoba (R)      | Carlos V             | 22 de agosto |
| San Telmo            | 0 - 0 | Ituzaingó                | Isla Maciel          | 22 de agosto |
| Sarmiento de Junín   | 1 - 1 | Defensores Unidos        | Eva Perón            | 22 de agosto |
| Liniers              | 2 - 3 | Muñiz                    | Islas Malvinas       | 22 de agosto |
| Colegiales           | 0 - 0 | Claypole                 | Malaver y Posadas    | 22 de agosto |
| Argentino de Quilmes | 0 - 3 | Leandro N. Alem          | Argentino de Quilmes | 22 de agosto |
| Brown de Adrogué     | 1 - 0 | Tristán Suárez           | Brown de Adrogué     | 22 de agosto |
| Comunicaciones       | 1 - 0 | Defensores de Cambaceres | Comunicaciones       | 22 de agosto |
| Excursionistas       | 0 - 1 | Dock Sud                 | Pampa y Miñones      | 22 de agosto |
| Argentino de Merlo   | 0 - 4 | Luján                    | José Manuel Moreno   | 22 de agosto |

| Central Córdoba (R)      | 1 - 0 | Argentino de Merlo   | Gabino Sosa                 | 29 de agosto |
| Defensores de Cambaceres | 0 - 1 | Brown de Adrogué     | Camino Rivadavia y Quintana | 29 de agosto |
| Dock Sud                 | 1 - 2 | Comunicaciones       | De Los Inmigrantes          | 29 de agosto |
| Luján                    | 1 - 1 | Excursionistas       | Municipal de Luján          | 29 de agosto |
| Tristán Suárez           | 2 - 1 | Argentino de Quilmes | Moreno y Fariña             | 29 de agosto |
| Leandro N. Alem          | 1 - 0 | Colegiales           | Leandro N. Alem             | 29 de agosto |
| Claypole                 | 2 - 0 | Liniers              | César Luis Menotti          | 29 de agosto |
| Muñiz                    | 1 - 0 | Sarmiento de Junín   | La Vuce                     | 29 de agosto |
| Defensores Unidos        | 1 - 0 | San Telmo            | Gigante de Villa Fox        | 29 de agosto |
| Ituzaingó                | 1 - 0 | Flandria             | Pacheco y Mariano Acosta    | 29 de agosto |

| Ituzaingó            | 0 - 1 | Central Córdoba (R)      | Pacheco y Mariano Acosta | 5 de septiembre |
| Flandria             | 0 - 0 | Defensores Unidos        | Carlos V                 | 5 de septiembre |
| San Telmo            | 2 - 1 | Muñiz                    | Isla Maciel              | 5 de septiembre |
| Sarmiento de Junín   | 1 - 0 | Claypole                 | Eva Perón                | 5 de septiembre |
| Liniers              | 0 - 1 | Leandro N. Alem          | Nueva Chicago            | 5 de septiembre |
| Colegiales           | 3 - 0 | Tristán Suárez           | Malaver y Posadas        | 5 de septiembre |
| Argentino de Quilmes | 0 - 0 | Defensores de Cambaceres | Argentino de Quilmes     | 5 de septiembre |
| Brown de Adrogué     | 0 - 2 | Dock Sud                 | Brown de Adrogué         | 5 de septiembre |
| Comunicaciones       | 0 - 3 | Luján                    | Comunicaciones           | 5 de septiembre |
| Excursionistas       | 5 - 1 | Argentino de Merlo       | Pampa y Miñones          | 5 de septiembre |

| Central Córdoba (R)      | 0 - 0 | Excursionistas       | Gabino Sosa                 | 12 de septiembre |
| Argentino de Merlo       | 0 - 0 | Comunicaciones       | José Manuel Moreno          | 12 de septiembre |
| Luján                    | 2 - 1 | Brown de Adrogué     | Municipal de Luján          | 12 de septiembre |
| Dock Sud                 | 1 - 1 | Argentino de Quilmes | De Los Inmigrantes          | 12 de septiembre |
| Defensores de Cambaceres | 1 - 1 | Colegiales           | Camino Rivadavia y Quintana | 12 de septiembre |
| Tristán Suárez           | 2 - 0 | Liniers              | Moreno y Fariña             | 12 de septiembre |
| Leandro N. Alem          | 3 - 0 | Sarmiento de Junín   | Leandro N. Alem             | 12 de septiembre |
| Claypole                 | 1 - 0 | San Telmo            | César Luis Menotti          | 12 de septiembre |
| Muñiz                    | 1 - 0 | Flandria             | La Vuce                     | 12 de septiembre |
| Defensores Unidos        | 2 - 0 | Ituzaingó            | Gigante de Villa Fox        | 12 de septiembre |

| Defensores Unidos    | 1 - 0 | Central Córdoba (R)      | Gigante de Villa Fox     | 19 de septiembre |
| Ituzaingó            | 0 - 1 | Muñiz                    | Pacheco y Mariano Acosta | 19 de septiembre |
| Flandria             | 2 - 0 | Claypole                 | Carlos V                 | 19 de septiembre |
| San Telmo            | 4 - 1 | Leandro N. Alem          | Isla Maciel              | 19 de septiembre |
| Sarmiento de Junín   | 1 - 1 | Tristán Suárez           | Eva Perón                | 19 de septiembre |
| Liniers              | 1 - 3 | Defensores de Cambaceres | Pampa y Miñones          | 19 de septiembre |
| Colegiales           | 1 - 0 | Dock Sud                 | Malaver y Posadas        | 19 de septiembre |
| Argentino de Quilmes | 2 - 2 | Luján                    | Argentino de Quilmes     | 19 de septiembre |
| Brown de Adrogué     | 2 - 2 | Argentino de Merlo       | Brown de Adrogué         | 19 de septiembre |
| Comunicaciones       | 0 - 1 | Excursionistas           | Comunicaciones           | 19 de septiembre |

| Central Córdoba (R)      | 1 - 0 | Comunicaciones       | Gabino Sosa                 | 26 de septiembre |
| Excursionistas           | 0 - 0 | Brown de Adrogué     | Pampa y Miñones             | 26 de septiembre |
| Argentino de Merlo       | 3 - 2 | Argentino de Quilmes | José Manuel Moreno          | 26 de septiembre |
| Luján                    | 0 - 5 | Colegiales           | Municipal de Luján          | 26 de septiembre |
| Dock Sud                 | 1 - 0 | Liniers              | De Los Inmigrantes          | 26 de septiembre |
| Defensores de Cambaceres | 1 - 1 | Sarmiento de Junín   | Camino Rivadavia y Quintana | 26 de septiembre |
| Tristán Suárez           | 1 - 3 | San Telmo            | Moreno y Fariña             | 26 de septiembre |
| Leandro N. Alem          | 1 - 0 | Flandria             | Leandro N. Alem             | 26 de septiembre |
| Claypole                 | 3 - 1 | Ituzaingó            | César Luis Menotti          | 26 de septiembre |
| Muñiz                    | 0 - 0 | Defensores Unidos    | La Vuce                     | 26 de septiembre |

| Muñiz                | 0 - 0 | Central Córdoba (R)      | La Vuce                  | 3 de octubre |
| Defensores Unidos    | 3 - 0 | Claypole                 | Gigante de Villa Fox     | 3 de octubre |
| Ituzaingó            | 0 - 2 | Leandro N. Alem          | Pacheco y Mariano Acosta | 3 de octubre |
| Flandria             | 1 - 0 | Tristán Suárez           | Carlos V                 | 3 de octubre |
| San Telmo            | 2 - 2 | Defensores de Cambaceres | Isla Maciel              | 3 de octubre |
| Sarmiento de Junín   | 2 - 1 | Dock Sud                 | Eva Perón                | 3 de octubre |
| Liniers              | 3 - 2 | Luján                    | Pampa y Miñones          | 3 de octubre |
| Colegiales           | 0 - 0 | Argentino de Merlo       | Malaver y Posadas        | 3 de octubre |
| Argentino de Quilmes | 2 - 2 | Excursionistas           | Argentino de Quilmes     | 3 de octubre |
| Brown de Adrogué     | 1 - 0 | Comunicaciones           | Brown de Adrogué         | 3 de octubre |

| Central Córdoba (R)      | 3 - 0 | Brown de Adrogué     | Gabino Sosa                 | 10 de octubre |
| Comunicaciones           | 0 - 0 | Argentino de Quilmes | Comunicaciones              | 10 de octubre |
| Excursionistas           | 2 - 1 | Colegiales           | Pampa y Miñones             | 10 de octubre |
| Argentino de Merlo       | 1 - 3 | Liniers              | José Manuel Moreno          | 10 de octubre |
| Luján                    | 2 - 0 | Sarmiento de Junín   | Municipal de Luján          | 10 de octubre |
| Dock Sud                 | 1 - 0 | San Telmo            | De Los Inmigrantes          | 10 de octubre |
| Defensores de Cambaceres | 3 - 1 | Flandria             | Camino Rivadavia y Quintana | 10 de octubre |
| Tristán Suárez           | 0 - 2 | Ituzaingó            | Moreno y Fariña             | 10 de octubre |
| Leandro N. Alem          | 1 - 1 | Defensores Unidos    | Leandro N. Alem             | 10 de octubre |
| Claypole                 | 1 - 0 | Muñiz                | César Luis Menotti          | 10 de octubre |

| Claypole             | 4 - 0 | Central Córdoba (R)      | César Luis Menotti       | 17 de octubre |
| Muñiz                | 1 - 1 | Leandro N. Alem          | La Vuce                  | 17 de octubre |
| Defensores Unidos    | 2 - 0 | Tristán Suárez           | Gigante de Villa Fox     | 17 de octubre |
| Ituzaingó            | 0 - 0 | Defensores de Cambaceres | Pacheco y Mariano Acosta | 17 de octubre |
| Flandria             | 1 - 1 | Dock Sud                 | Carlos V                 | 17 de octubre |
| San Telmo            | 0 - 1 | Luján                    | Isla Maciel              | 17 de octubre |
| Sarmiento de Junín   | 2 - 2 | Argentino de Merlo       | Eva Perón                | 17 de octubre |
| Liniers              | 1 - 4 | Excursionistas           | Juan Pasquale            | 17 de octubre |
| Colegiales           | 0 - 0 | Comunicaciones           | Malaver y Posadas        | 17 de octubre |
| Argentino de Quilmes | 4 - 1 | Brown de Adrogué         | Argentino de Quilmes     | 17 de octubre |

| Central Córdoba (R)      | 4 - 0 | Argentino de Quilmes | Gabino Sosa                 | 24 de octubre |
| Brown de Adrogué         | 0 - 1 | Colegiales           | Brown de Adrogué            | 24 de octubre |
| Comunicaciones           | 3 - 0 | Liniers              | Comunicaciones              | 24 de octubre |
| Excursionistas           | 3 - 2 | Sarmiento de Junín   | Pampa y Miñones             | 24 de octubre |
| Argentino de Merlo       | 1 - 4 | San Telmo            | José Manuel Moreno          | 24 de octubre |
| Luján                    | 1 - 1 | Flandria             | Municipal de Luján          | 24 de octubre |
| Dock Sud                 | 0 - 1 | Ituzaingó            | De Los Inmigrantes          | 24 de octubre |
| Defensores de Cambaceres | 2 - 0 | Defensores Unidos    | Camino Rivadavia y Quintana | 24 de octubre |
| Tristán Suárez           | 2 - 5 | Muñiz                | Moreno y Fariña             | 24 de octubre |
| Leandro N. Alem          | 2 - 0 | Claypole             | Leandro N. Alem             | 24 de octubre |

| Leandro N. Alem    | 1 - 2 | Central Córdoba (R)      | Leandro N. Alem          | 31 de octubre |
| Claypole           | 1 - 2 | Tristán Suárez           | César Luis Menotti       | 31 de octubre |
| Muñiz              | 0 - 0 | Defensores de Cambaceres | La Vuce                  | 31 de octubre |
| Defensores Unidos  | 4 - 0 | Dock Sud                 | Gigante de Villa Fox     | 31 de octubre |
| Ituzaingó          | 0 - 0 | Luján                    | Pacheco y Mariano Acosta | 31 de octubre |
| Flandria           | 4 - 3 | Argentino de Merlo       | Carlos V                 | 31 de octubre |
| San Telmo          | 2 - 1 | Excursionistas           | Isla Maciel              | 31 de octubre |
| Sarmiento de Junín | 2 - 0 | Comunicaciones           | Eva Perón                | 31 de octubre |
| Liniers            | 2 - 1 | Brown de Adrogué         | Pampa y Miñones          | 31 de octubre |
| Colegiales         | 3 - 1 | Argentino de Quilmes     | Malaver y Posadas        | 31 de octubre |

| Central Córdoba (R)      | 2 - 1 | Colegiales         | Gabino Sosa                 | 7 de noviembre |
| Argentino de Quilmes     | 4 - 3 | Liniers            | Argentino de Quilmes        | 7 de noviembre |
| Brown de Adrogué         | 2 - 1 | Sarmiento de Junín | Brown de Adrogué            | 7 de noviembre |
| Comunicaciones           | 0 - 0 | San Telmo          | Comunicaciones              | 7 de noviembre |
| Excursionistas           | 2 - 0 | Flandria           | Pampa y Miñones             | 7 de noviembre |
| Argentino de Merlo       | 0 - 0 | Ituzaingó          | José Manuel Moreno          | 7 de noviembre |
| Luján                    | 1 - 1 | Defensores Unidos  | Municipal de Luján          | 7 de noviembre |
| Dock Sud                 | 0 - 0 | Muñiz              | De Los Inmigrantes          | 7 de noviembre |
| Defensores de Cambaceres | 2 - 1 | Claypole           | Camino Rivadavia y Quintana | 7 de noviembre |
| Tristán Suárez           | 2 - 2 | Leandro N. Alem    | Moreno y Fariña             | 7 de noviembre |

| Leandro N. Alem    | 3 - 2 | Defensores de Cambaceres | Leandro N. Alem          | 14 de noviembre |
| Claypole           | 3 - 5 | Dock Sud                 | César Luis Menotti       | 14 de noviembre |
| Muñiz              | 3 - 1 | Luján                    | La Vuce                  | 14 de noviembre |
| Defensores Unidos  | 1 - 1 | Argentino de Merlo       | Gigante de Villa Fox     | 14 de noviembre |
| Ituzaingó          | 1 - 2 | Excursionistas           | Pacheco y Mariano Acosta | 14 de noviembre |
| Flandria           | 3 - 2 | Comunicaciones           | Carlos V                 | 14 de noviembre |
| San Telmo          | 1 - 0 | Brown de Adrogué         | Isla Maciel              | 14 de noviembre |
| Sarmiento de Junín | 2 - 0 | Argentino de Quilmes     | Eva Perón                | 14 de noviembre |
| Liniers            | 0 - 2 | Colegiales               | Pampa y Miñones          | 14 de noviembre |
| Tristán Suárez     | 1 - 1 | Central Córdoba (R)      | Moreno y Fariña          | 17 de noviembre |

| Central Córdoba (R)      | 0 - 0 | Liniers            | Gabino Sosa                 | 21 de noviembre |
| Colegiales               | 3 - 2 | Sarmiento de Junín | Malaver y Posadas           | 21 de noviembre |
| Argentino de Quilmes     | 2 - 3 | San Telmo          | Argentino de Quilmes        | 21 de noviembre |
| Brown de Adrogué         | 0 - 0 | Flandria           | Brown de Adrogué            | 21 de noviembre |
| Comunicaciones           | 1 - 1 | Ituzaingó          | Comunicaciones              | 21 de noviembre |
| Excursionistas           | 0 - 1 | Defensores Unidos  | Pampa y Miñones             | 21 de noviembre |
| Argentino de Merlo       | 2 - 1 | Muñiz              | José Manuel Moreno          | 21 de noviembre |
| Luján                    | 1 - 2 | Claypole           | Municipal de Luján          | 21 de noviembre |
| Dock Sud                 | 3 - 0 | Leandro N. Alem    | De Los Inmigrantes          | 21 de noviembre |
| Defensores de Cambaceres | 2 - 1 | Tristán Suárez     | Camino Rivadavia y Quintana | 21 de noviembre |

| Defensores de Cambaceres | 0 - 1 | Central Córdoba (R) | Camino Rivadavia y Quintana | 28 de noviembre |
| Dock Sud                 | 0 - 0 | Tristán Suárez      | De Los Inmigrantes          | 28 de noviembre |
| Luján                    | 2 - 2 | Leandro N. Alem     | Municipal de Luján          | 28 de noviembre |
| Argentino de Merlo       | 1 - 2 | Claypole            | José Manuel Moreno          | 28 de noviembre |
| Excursionistas           | 0 - 1 | Muñiz               | Pampa y Miñones             | 28 de noviembre |
| Comunicaciones           | 2 - 1 | Defensores Unidos   | Comunicaciones              | 28 de noviembre |
| Brown de Adrogué         | 1 - 2 | Ituzaingó           | Brown de Adrogué            | 28 de noviembre |
| Argentino de Quilmes     | 1 - 0 | Flandria            | Argentino de Quilmes        | 28 de noviembre |
| Colegiales               | 0 - 1 | San Telmo           | Malaver y Posadas           | 28 de noviembre |
| Liniers                  | 0 - 1 | Sarmiento de Junín  | Islas Malvinas              | 28 de noviembre |

| Central Córdoba (R)      | 2 - 1 | Sarmiento de Junín   | Gabino Sosa                 | 5 de diciembre |
| San Telmo                | 1 - 0 | Liniers              | Isla Maciel                 | 5 de diciembre |
| Flandria                 | 1 - 2 | Colegiales           | Carlos V                    | 5 de diciembre |
| Ituzaingó                | 0 - 0 | Argentino de Quilmes | Pacheco y Mariano Acosta    | 5 de diciembre |
| Defensores Unidos        | 0 - 0 | Brown de Adrogué     | Gigante de Villa Fox        | 5 de diciembre |
| Muñiz                    | 1 - 1 | Comunicaciones       | La Vuce                     | 5 de diciembre |
| Claypole                 | 1 - 1 | Excursionistas       | César Luis Menotti          | 5 de diciembre |
| Leandro N. Alem          | 4 - 1 | Argentino de Merlo   | Leandro N. Alem             | 5 de diciembre |
| Tristán Suárez           | 1 - 2 | Luján                | Moreno y Fariña             | 5 de diciembre |
| Defensores de Cambaceres | 3 - 1 | Dock Sud             | Camino Rivadavia y Quintana | 5 de diciembre |

| Dock Sud             | 0 - 0 | Central Córdoba (R)      | De Los Inmigrantes   | 12 de diciembre |
| Luján                | 1 - 1 | Defensores de Cambaceres | Municipal de Luján   | 12 de diciembre |
| Argentino de Merlo   | 1 - 2 | Tristán Suárez           | José Manuel Moreno   | 12 de diciembre |
| Excursionistas       | 2 - 3 | Leandro N. Alem          | Pampa y Miñones      | 12 de diciembre |
| Comunicaciones       | 2 - 0 | Claypole                 | Comunicaciones       | 12 de diciembre |
| Brown de Adrogué     | 1 - 1 | Muñiz                    | Brown de Adrogué     | 12 de diciembre |
| Argentino de Quilmes | 1 - 0 | Defensores Unidos        | Argentino de Quilmes | 12 de diciembre |
| Colegiales           | 1 - 2 | Ituzaingó                | Malaver y Posadas    | 12 de diciembre |
| Liniers              | 1 - 3 | Flandria                 | Juan Antonio Arias   | 12 de diciembre |
| Sarmiento de Junín   | 1 - 0 | San Telmo                | Eva Perón            | 12 de diciembre |

| Central Córdoba (R)      | 3 - 0 | San Telmo            | Gabino Sosa                 | 19 de diciembre |
| Flandria                 | 0 - 0 | Sarmiento de Junín   | Carlos V                    | 19 de diciembre |
| Ituzaingó                | 1 - 1 | Liniers              | Pacheco y Mariano Acosta    | 19 de diciembre |
| Defensores Unidos        | 3 - 3 | Colegiales           | Gigante de Villa Fox        | 19 de diciembre |
| Muñiz                    | 3 - 1 | Argentino de Quilmes | La Vuce                     | 19 de diciembre |
| Claypole                 | 2 - 0 | Brown de Adrogué     | César Luis Menotti          | 19 de diciembre |
| Leandro N. Alem          | 2 - 0 | Comunicaciones       | Leandro N. Alem             | 19 de diciembre |
| Tristán Suárez           | 1 - 1 | Excursionistas       | Moreno y Fariña             | 19 de diciembre |
| Defensores de Cambaceres | 3 - 0 | Argentino de Merlo   | Camino Rivadavia y Quintana | 19 de diciembre |
| Dock Sud                 | 3 - 0 | Luján                | De Los Inmigrantes          | 19 de diciembre |

| Luján                | 0 - 0 | Central Córdoba (R)      | Municipal de Luján   | 23 de enero |
| Argentino de Merlo   | 1 - 1 | Dock Sud                 | José Manuel Moreno   | 23 de enero |
| Excursionistas       | 2 - 2 | Defensores de Cambaceres | Pampa y Miñones      | 23 de enero |
| Comunicaciones       | 1 - 1 | Tristán Suárez           | Comunicaciones       | 23 de enero |
| Brown de Adrogué     | 0 - 2 | Leandro N. Alem          | Brown de Adrogué     | 23 de enero |
| Argentino de Quilmes | 1 - 1 | Claypole                 | Argentino de Quilmes | 23 de enero |
| Colegiales           | 0 - 0 | Muñiz                    | Malaver y Posadas    | 23 de enero |
| Liniers              | 2 - 1 | Defensores Unidos        | Juan Antonio Arias   | 23 de enero |
| Sarmiento de Junín   | 2 - 1 | Ituzaingó                | Eva Perón            | 23 de enero |
| San Telmo            | 5 - 0 | Flandria                 | Isla Maciel          | 23 de enero |

| Central Córdoba (R)      | 3 - 1 | Flandria             | Gabino Sosa                 | 30 de enero |
| Ituzaingó                | 1 - 1 | San Telmo            | Pacheco y Mariano Acosta    | 30 de enero |
| Defensores Unidos        | 2 - 0 | Sarmiento de Junín   | Gigante de Villa Fox        | 30 de enero |
| Muñiz                    | 2 - 1 | Liniers              | La Vuce                     | 30 de enero |
| Claypole                 | 1 - 2 | Colegiales           | César Luis Menotti          | 30 de enero |
| Leandro N. Alem          | 0 - 1 | Argentino de Quilmes | Leandro N. Alem             | 30 de enero |
| Tristán Suárez           | 2 - 1 | Brown de Adrogué     | Moreno y Fariña             | 30 de enero |
| Defensores de Cambaceres | 1 - 1 | Comunicaciones       | Camino Rivadavia y Quintana | 30 de enero |
| Dock Sud                 | 0 - 1 | Excursionistas       | De Los Inmigrantes          | 30 de enero |
| Luján                    | 3 - 3 | Argentino de Merlo   | Municipal de Luján          | 30 de enero |

| Argentino de Merlo   | 1 - 1 | Central Córdoba (R)      | José Manuel Moreno   | 6 de febrero |
| Brown de Adrogué     | 0 - 2 | Defensores de Cambaceres | Brown de Adrogué     | 6 de febrero |
| Comunicaciones       | 1 - 1 | Dock Sud                 | Comunicaciones       | 6 de febrero |
| Excursionistas       | 3 - 0 | Luján                    | Pampa y Miñones      | 6 de febrero |
| Argentino de Quilmes | 2 - 1 | Tristán Suárez           | Argentino de Quilmes | 6 de febrero |
| Colegiales           | 2 - 3 | Leandro N. Alem          | Malaver y Posadas    | 6 de febrero |
| Liniers              | 0 - 0 | Claypole                 | Juan Antonio Arias   | 6 de febrero |
| Sarmiento de Junín   | 1 - 0 | Muñiz                    | Eva Perón            | 6 de febrero |
| San Telmo            | 1 - 2 | Defensores Unidos        | Isla Maciel          | 6 de febrero |
| Flandria             | 1 - 1 | Ituzaingó                | Carlos V             | 6 de febrero |

| Central Córdoba (R)      | 3 - 1 | Ituzaingó            | Gabino Sosa                 | 13 de febrero |
| Defensores Unidos        | 3 - 0 | Flandria             | Gigante de Villa Fox        | 13 de febrero |
| Muñiz                    | 2 - 1 | San Telmo            | La Vuce                     | 13 de febrero |
| Claypole                 | 1 - 0 | Sarmiento de Junín   | César Luis Menotti          | 13 de febrero |
| Leandro N. Alem          | 1 - 1 | Liniers              | Leandro N. Alem             | 13 de febrero |
| Tristán Suárez           | 1 - 2 | Colegiales           | Moreno y Fariña             | 13 de febrero |
| Defensores de Cambaceres | 1 - 1 | Argentino de Quilmes | Camino Rivadavia y Quintana | 13 de febrero |
| Dock Sud                 | 1 - 1 | Brown de Adrogué     | De Los Inmigrantes          | 13 de febrero |
| Luján                    | 1 - 1 | Comunicaciones       | Municipal de Luján          | 13 de febrero |
| Argentino de Merlo       | 1 - 3 | Excursionistas       | José Manuel Moreno          | 13 de febrero |

| Excursionistas       | 2 - 0 | Central Córdoba (R)      | Pampa y Miñones          | 20 de febrero |
| Comunicaciones       | 2 - 0 | Argentino de Merlo       | Comunicaciones           | 20 de febrero |
| Brown de Adrogué     | 2 - 0 | Luján                    | Brown de Adrogué         | 20 de febrero |
| Argentino de Quilmes | 2 - 2 | Dock Sud                 | Argentino de Quilmes     | 20 de febrero |
| Colegiales           | 4 - 1 | Defensores de Cambaceres | Malaver y Posadas        | 20 de febrero |
| Liniers              | 4 - 2 | Tristán Suárez           | Juan Antonio Arias       | 20 de febrero |
| Sarmiento de Junín   | 1 - 0 | Leandro N. Alem          | Eva Perón                | 20 de febrero |
| San Telmo            | 3 - 1 | Claypole                 | Isla Maciel              | 20 de febrero |
| Flandria             | 1 - 0 | Muñiz                    | Carlos V                 | 20 de febrero |
| Ituzaingó            | 1 - 2 | Defensores Unidos        | Pacheco y Mariano Acosta | 20 de febrero |

| Central Córdoba (R)      | 2 - 0 | Defensores Unidos    | Gabino Sosa                 | 27 de febrero |
| Muñiz                    | 1 - 0 | Ituzaingó            | La Vuce                     | 27 de febrero |
| Claypole                 | 3 - 1 | Flandria             | César Luis Menotti          | 27 de febrero |
| Leandro N. Alem          | 1 - 0 | San Telmo            | Leandro N. Alem             | 27 de febrero |
| Tristán Suárez           | 3 - 3 | Sarmiento de Junín   | Moreno y Fariña             | 27 de febrero |
| Defensores de Cambaceres | 2 - 2 | Liniers              | Camino Rivadavia y Quintana | 27 de febrero |
| Dock Sud                 | 1 - 2 | Colegiales           | De Los Inmigrantes          | 27 de febrero |
| Luján                    | 1 - 2 | Argentino de Quilmes | Municipal de Luján          | 27 de febrero |
| Argentino de Merlo       | 0 - 1 | Brown de Adrogué     | José Manuel Moreno          | 27 de febrero |
| Excursionistas           | 6 - 2 | Comunicaciones       | Pampa y Miñones             | 27 de febrero |

| Comunicaciones       | 0 - 0 | Central Córdoba (R)      | Comunicaciones           | 5 de marzo |
| Brown de Adrogué     | 0 - 2 | Excursionistas           | Brown de Adrogué         | 5 de marzo |
| Argentino de Quilmes | 0 - 1 | Argentino de Merlo       | Argentino de Quilmes     | 5 de marzo |
| Colegiales           | 2 - 0 | Luján                    | Malaver y Posadas        | 5 de marzo |
| Liniers              | 2 - 1 | Dock Sud                 | Juan Antonio Arias       | 5 de marzo |
| Sarmiento de Junín   | 1 - 1 | Defensores de Cambaceres | Eva Perón                | 5 de marzo |
| San Telmo            | 5 - 1 | Tristán Suárez           | Isla Maciel              | 5 de marzo |
| Flandria             | 2 - 3 | Leandro N. Alem          | Carlos V                 | 5 de marzo |
| Ituzaingó            | 0 - 1 | Claypole                 | Pacheco y Mariano Acosta | 5 de marzo |
| Defensores Unidos    | 1 - 0 | Muñiz                    | Gigante de Villa Fox     | 5 de marzo |

| Central Córdoba (R)      | 2 - 0 | Muñiz                | Gabino Sosa                 | 15 de marzo |
| Claypole                 | 1 - 1 | Defensores Unidos    | César Luis Menotti          | 15 de marzo |
| Leandro N. Alem          | 3 - 0 | Ituzaingó            | Leandro N. Alem             | 15 de marzo |
| Tristán Suárez           | 3 - 1 | Flandria             | Moreno y Fariña             | 15 de marzo |
| Defensores de Cambaceres | 1 - 2 | San Telmo            | Camino Rivadavia y Quintana | 15 de marzo |
| Dock Sud                 | 0 - 3 | Sarmiento de Junín   | De Los Inmigrantes          | 15 de marzo |
| Luján                    | 1 - 1 | Liniers              | Municipal de Luján          | 15 de marzo |
| Argentino de Merlo       | 0 - 1 | Colegiales           | José Manuel Moreno          | 15 de marzo |
| Excursionistas           | 2 - 1 | Argentino de Quilmes | Pampa y Miñones             | 15 de marzo |
| Comunicaciones           | 1 - 2 | Brown de Adrogué     | Comunicaciones              | 15 de marzo |

| Brown de Adrogué     | 1 - 1 | Central Córdoba (R)      | Brown de Adrogué         | 19 de marzo |
| Argentino de Quilmes | 1 - 2 | Comunicaciones           | Argentino de Quilmes     | 19 de marzo |
| Colegiales           | 1 - 0 | Excursionistas           | Malaver y Posadas        | 19 de marzo |
| Liniers              | 1 - 1 | Argentino de Merlo       | Juan Antonio Arias       | 19 de marzo |
| Sarmiento de Junín   | 1 - 1 | Luján                    | Eva Perón                | 19 de marzo |
| San Telmo            | 2 - 1 | Dock Sud                 | Isla Maciel              | 19 de marzo |
| Flandria             | 0 - 4 | Defensores de Cambaceres | Carlos V                 | 19 de marzo |
| Ituzaingó            | 3 - 0 | Tristán Suárez           | Pacheco y Mariano Acosta | 19 de marzo |
| Defensores Unidos    | 2 - 1 | Leandro N. Alem          | Gigante de Villa Fox     | 19 de marzo |
| Muñiz                | 0 - 2 | Claypole                 | La Vuce                  | 19 de marzo |

| Central Córdoba (R)      | 4 - 1 | Claypole             | Gabino Sosa        | 26 de marzo |
| Dock Sud                 | 1 - 0 | Flandria             | De Los Inmigrantes | 28 de marzo |
| Brown de Adrogué         | 3 - 0 | Argentino de Quilmes | Brown de Adrogué   | 28 de marzo |
| Leandro N. Alem          | 5 - 0 | Muñiz                | Leandro N. Alem    | 29 de marzo |
| Tristán Suárez           | 0 - 2 | Defensores Unidos    | Moreno y Fariña    | 29 de marzo |
| Defensores de Cambaceres | 3 - 1 | Ituzaingó            | Jorge Luis Hirschi | 29 de marzo |
| Luján                    | 2 - 2 | San Telmo            | Municipal de Luján | 29 de marzo |
| Excursionistas           | 3 - 1 | Liniers              | Pampa y Miñones    | 29 de marzo |
| Comunicaciones           | 1 - 2 | Colegiales           | Comunicaciones     | 29 de marzo |
| Argentino de Merlo       | 0 - 2 | Sarmiento de Junín   | José Manuel Moreno | 6 de abril  |

| Argentino de Quilmes | 1 - 2 | Central Córdoba (R)      | Argentino de Quilmes     | 3 de abril |
| Colegiales           | 4 - 0 | Brown de Adrogué         | Malaver y Posadas        | 3 de abril |
| Liniers              | 2 - 2 | Comunicaciones           | Juan Antonio Arias       | 3 de abril |
| Sarmiento de Junín   | 1 - 2 | Excursionistas           | Eva Perón                | 3 de abril |
| San Telmo            | 6 - 3 | Argentino de Merlo       | Isla Maciel              | 3 de abril |
| Flandria             | 1 - 2 | Luján                    | Carlos V                 | 3 de abril |
| Ituzaingó            | 1 - 0 | Dock Sud                 | Pacheco y Mariano Acosta | 3 de abril |
| Defensores Unidos    | 3 - 1 | Defensores de Cambaceres | Gigante de Villa Fox     | 3 de abril |
| Muñiz                | 3 - 1 | Tristán Suárez           | La Vuce                  | 3 de abril |
| Claypole             | 1 - 2 | Leandro N. Alem          | César Luis Menotti       | 3 de abril |

| Central Córdoba (R)      | 1 - 0 | Leandro N. Alem    | Gabino Sosa          | 9 de abril |
| Tristán Suárez           | 1 - 2 | Claypole           | Moreno y Fariña      | 9 de abril |
| Defensores de Cambaceres | 2 - 0 | Muñiz              | Jorge Luis Hirschi   | 9 de abril |
| Dock Sud                 | 0 - 4 | Defensores Unidos  | De Los Inmigrantes   | 9 de abril |
| Luján                    | 1 - 0 | Ituzaingó          | Municipal de Luján   | 9 de abril |
| Argentino de Merlo       | 0 - 2 | Flandria           | José Manuel Moreno   | 9 de abril |
| Excursionistas           | 4 - 2 | San Telmo          | Pampa y Miñones      | 9 de abril |
| Comunicaciones           | 1 - 5 | Sarmiento de Junín | Comunicaciones       | 9 de abril |
| Brown de Adrogué         | 2 - 2 | Liniers            | Brown de Adrogué     | 9 de abril |
| Argentino de Quilmes     | 1 - 1 | Colegiales         | Argentino de Quilmes | 9 de abril |

| Colegiales         | 1 - 0 | Central Córdoba (R)      | Malaver y Posadas        | 16 de abril |
| Liniers            | 2 - 1 | Argentino de Quilmes     | Juan Antonio Arias       | 16 de abril |
| Sarmiento de Junín | 0 - 3 | Brown de Adrogué         | Eva Perón                | 16 de abril |
| San Telmo          | 3 - 1 | Comunicaciones           | Isla Maciel              | 16 de abril |
| Flandria           | 0 - 2 | Excursionistas           | Carlos V                 | 16 de abril |
| Ituzaingó          | 2 - 0 | Argentino de Merlo       | Pacheco y Mariano Acosta | 16 de abril |
| Defensores Unidos  | 1 - 1 | Luján                    | Gigante de Villa Fox     | 16 de abril |
| Muñiz              | 2 - 0 | Dock Sud                 | La Vuce                  | 16 de abril |
| Claypole           | 3 - 2 | Defensores de Cambaceres | César Luis Menotti       | 16 de abril |
| Leandro N. Alem    | 2 - 0 | Tristán Suárez           | Leandro N. Alem          | 16 de abril |

| Central Córdoba (R)      | 4 - 1 | Tristán Suárez     | Gabino Sosa          | 23 de abril |
| Defensores de Cambaceres | 4 - 0 | Leandro N. Alem    | Jorge Luis Hirschi   | 23 de abril |
| Dock Sud                 | 0 - 2 | Claypole           | De Los Inmigrantes   | 23 de abril |
| Luján                    | 1 - 2 | Muñiz              | Municipal de Luján   | 23 de abril |
| Argentino de Merlo       | 0 - 0 | Defensores Unidos  | José Manuel Moreno   | 23 de abril |
| Excursionistas           | 1 - 0 | Ituzaingó          | Pampa y Miñones      | 23 de abril |
| Comunicaciones           | 1 - 1 | Flandria           | Comunicaciones       | 23 de abril |
| Brown de Adrogué         | 2 - 2 | San Telmo          | Brown de Adrogué     | 23 de abril |
| Argentino de Quilmes     | 3 - 0 | Sarmiento de Junín | Argentino de Quilmes | 23 de abril |
| Colegiales               | 2 - 0 | Liniers            | Malaver y Posadas    | 23 de abril |

| Liniers            | 1 - 5 | Central Córdoba (R)      | Rodney y Magnasco        | 30 de abril |
| Sarmiento de Junín | 3 - 2 | Colegiales               | Eva Perón                | 30 de abril |
| San Telmo          | 0 - 1 | Argentino de Quilmes     | Isla Maciel              | 30 de abril |
| Flandria           | 0 - 0 | Brown de Adrogué         | Carlos V                 | 30 de abril |
| Ituzaingó          | 0 - 0 | Comunicaciones           | Pacheco y Mariano Acosta | 30 de abril |
| Defensores Unidos  | 2 - 2 | Excursionistas           | Gigante de Villa Fox     | 30 de abril |
| Muñiz              | 3 - 1 | Argentino de Merlo       | La Vuce                  | 30 de abril |
| Claypole           | 2 - 1 | Luján                    | César Luis Menotti       | 30 de abril |
| Leandro N. Alem    | 3 - 2 | Dock Sud                 | Leandro N. Alem          | 30 de abril |
| Tristán Suárez     | 0 - 1 | Defensores de Cambaceres | Moreno y Fariña          | 30 de abril |

## Torneo Reducido

### Cuadro de desarrollo
|  | Cuartos de final   | Cuartos de final | Cuartos de final  | Cuartos de final |   |                           | Semifinales     | Semifinales     | Semifinales     | Semifinales     |  |                    | Final                   | Final                   | Final                   | Final                   |  |
|  | 7 y 11 de mayo     | 7 y 11 de mayo   | 7 y 11 de mayo    | 7 y 11 de mayo   |   |                           | 21 y 25 de mayo | 21 y 25 de mayo | 21 y 25 de mayo | 21 y 25 de mayo |  |                    | 28 de mayo y 1 de junio | 28 de mayo y 1 de junio | 28 de mayo y 1 de junio | 28 de mayo y 1 de junio |  |
|  |                    |                  |                   |                  |   |                           |                 |                 |                 |                 |  |                    |                         |                         |                         |                         |  |
|  |                    |                  |                   |                  |   |                           |                 |                 |                 |                 |  |                    |                         |                         |                         |                         |  |
|  | Leandro N. Alem    | 1                | 2                 | 3 (2)            |   |                           |                 |                 |                 |                 |  |                    |                         |                         |                         |                         |  |
|  | Leandro N. Alem    | 1                | 2                 | 3 (2)            |   |                           |                 |                 |                 |                 |  |                    |                         |                         |                         |                         |  |
|  | Def. de Cambaceres | 2                | 1                 | 3 (4)            |   |                           |                 |                 |                 |                 |  |                    |                         |                         |                         |                         |  |
|  | Def. de Cambaceres | 2                | 1                 | 3 (4)            |   | Def. de Cambaceres (t.s.) | 1               | 2               | 3               |                 |  |                    |                         |                         |                         |                         |  |
|  |                    |                  |                   |                  |   | Def. de Cambaceres (t.s.) | 1               | 2               | 3               |                 |  |                    |                         |                         |                         |                         |  |
|  |                    |                  | Colegiales        | 1                | 1 | 2                         |                 |                 |                 |                 |  |                    |                         |                         |                         |                         |  |
|  | Colegiales         | 1                | Colegiales        | 1                | 1 | 2                         | 2               | 3               |                 |                 |  |                    |                         |                         |                         |                         |  |
|  | Colegiales         | 1                |                   |                  |   |                           |                 |                 |                 |                 |  |                    |                         |                         |                         |                         |  |
|  | Muñiz              | 2                | 0                 | 2                |   |                           |                 |                 |                 |                 |  |                    |                         |                         |                         |                         |  |
|  | Muñiz              | 2                | 0                 | 2                |   |                           |                 |                 |                 |                 |  | Def. de Cambaceres | 0                       | 0                       | 0                       |                         |  |
|  |                    |                  |                   |                  |   |                           |                 |                 |                 |                 |  | Def. de Cambaceres | 0                       | 0                       | 0                       |                         |  |
|  |                    |                  | Defensores Unidos | 1                | 1 | 2                         |                 |                 |                 |                 |  |                    |                         |                         |                         |                         |  |
|  | San Telmo          | 0                | Defensores Unidos | 1                | 1 | 2                         | 0               | 0               |                 |                 |  |                    |                         |                         |                         |                         |  |
|  | San Telmo          | 0                |                   |                  |   |                           |                 |                 |                 |                 |  |                    |                         |                         |                         |                         |  |
|  | Excursionistas     | 2                | 2                 | 4                |   |                           |                 |                 |                 |                 |  |                    |                         |                         |                         |                         |  |
|  | Excursionistas     | 2                | 2                 | 4                |   | Excursionistas            | 0               | 0               | 0               |                 |  |                    |                         |                         |                         |                         |  |
|  |                    |                  |                   |                  |   | Excursionistas            | 0               | 0               | 0               |                 |  |                    |                         |                         |                         |                         |  |
|  |                    |                  | Defensores Unidos | 1                | 2 | 3                         |                 |                 |                 |                 |  |                    |                         |                         |                         |                         |  |
|  | Claypole           | 0                | Defensores Unidos | 1                | 2 | 3                         | 1               | 1               |                 |                 |  |                    |                         |                         |                         |                         |  |
|  | Claypole           | 0                |                   |                  |   |                           |                 |                 |                 |                 |  |                    |                         |                         |                         |                         |  |
|  | Defensores Unidos  | 1                | 2                 | 3                |   |                           |                 |                 |                 |                 |  |                    |                         |                         |                         |                         |  |
|  | Defensores Unidos  | 1                | 2                 | 3                |   |                           |                 |                 |                 |                 |  |                    |                         |                         |                         |                         |  |
|  |                    |                  |                   |                  |   |                           |                 |                 |                 |                 |  |                    |                         |                         |                         |                         |  |

- Nota: En cada llave, el equipo que ocupa la primera línea es el que definió la serie como local.

Defensores Unidos ascendió a la Primera B Metropolitana.

## Torneo Permanencia
Como consecuencia de la movilidad divisional en la Primera B Metropolitana en caso de efectuarse los dos descensos que había previstos hubieran quedado en la categoría tan solo 15 equipos. Para evitar que eso ocurriera y que los mismos se mantuvieran en 16, se disputó un torneo entre los dos equipos que ocuparon los últimos puestos en la tabla de descenso de la Primera B y los dos equipos mejor ubicados en la tabla de posiciones final de la Primera C que no hubieran obtenido el ascenso.
El ganador del torneo jugó la siguiente temporada en la Primera B mientras que los demás equipos lo hicieron en la Primera C.
| Semifinales | Semifinales     | Semifinales          | Semifinales          | Semifinales         | Semifinales     | Semifinales     | Semifinales     | Semifinales     | Semifinales     | Semifinales     | Semifinales     |
| Partidos de ida | Partidos de ida | Partidos de ida      | Partidos de ida      | Partidos de ida     | Partidos de ida | Partidos de ida | Partidos de ida | Partidos de ida | Partidos de ida | Partidos de ida | Partidos de ida |
| Equipo 1 | Resultado       | Equipo 2             | Estadio              | Fecha               |                 |                 |                 |                 |                 |                 |                 |
| --- | --------------- | -------------------- | -------------------- | ------------------- | --------------- | --------------- | --------------- | --------------- | --------------- | --------------- | --------------- |
| Argentino de Rosario | 1 - 0           | Excursionistas       | El Coloso del Parque | 12 de junio de 1988 |                 |                 |                 |                 |                 |                 |                 |
| Colegiales | 1 - 1           | Berazategui          | Juan Pasquale        | 12 de junio de 1988 |                 |                 |                 |                 |                 |                 |                 |
| Partidos de vuelta |                 |                      |                      |                     |                 |                 |                 |                 |                 |                 |                 |
| Equipo 1 | Resultado       | Equipo 2             | Estadio              | Fecha               |                 |                 |                 |                 |                 |                 |                 |
| Excursionistas | 1 - 2           | Argentino de Rosario | Juan Pasquale        | 19 de junio de 1988 |                 |                 |                 |                 |                 |                 |                 |
| Berazategui | 2 - 5           | Colegiales           | Norberto Tomaghello  | 19 de junio de 1988 |                 |                 |                 |                 |                 |                 |                 |
| Al quedar eliminados del torneo, Berazategui descendió a la Primera C mientras que Excursionistas perdió la posibilidad de obtener el ascenso. |                 |                      |                      |                     |                 |                 |                 |                 |                 |                 |                 |

| Colegiales | 0 - 3 | Argentino de Rosario | Juan Pasquale | 26 de junio de 1988 |
| Argentino de Rosario | 0 - 1 | Colegiales           | Club Somisa   | 2 de julio de 1988  |
| Argentino de Rosario ganó el torneo y mantuvo la categoría, mientras que Colegiales no logró obtener el ascenso y continuó jugando en la Primera C. |       |                      |               |                     |

## Tabla de descenso
| Pos  | Equipo               | Prom. | 1985 | 1986 | 1986-87 | 1987-88 | Pts | PJ  |
| ---- | -------------------- | ----- | ---- | ---- | ------- | ------- | --- | --- |
| 1.º  | Excursionistas       | 1,32  | 51   | 19   | 51      | 54      | 175 | 132 |
| 2.º  | Central Córdoba (R)  | 1,18  | 36   | 18   | 47      | 56      | 157 | 132 |
| 3.º  | Muñiz                | 1,15  | -    | -    | -       | 44      | 44  | 38  |
| 4.º  | Leandro N. Alem      | 1,14  | -    | 15   | 44      | 49      | 108 | 94  |
| 5.º  | Ituzaingó            | 1,05  | 49   | 23   | 34      | 33      | 139 | 132 |
| 6.º  | Dock Sud             | 1,04  | 44   | 24   | -       | 30      | 98  | 94  |
| 7.º  | Sarmiento de Junín   | 1,04  | -    | 17   | 44      | 37      | 98  | 94  |
| 8.º  | San Telmo            | 1,03  | 26   | 18   | 52      | 41      | 137 | 132 |
| 9.º  | Claypole             | 1,02  | -    | -    | 33      | 45      | 78  | 76  |
| 10.º | Def. de Cambaceres   | 1,02  | 30   | 20   | 40      | 45      | 135 | 132 |
| 11.º | Tristán Suárez       | 1,00  | 51   | 17   | 42      | 23      | 133 | 132 |
| 12.º | Defensores Unidos    | 0,96  | 29   | 23   | 25      | 51      | 128 | 132 |
| 13.º | Flandria             | 0,96  | 40   | 11   | 46      | 31      | 128 | 132 |
| 14.º | Luján                | 0,96  | -    | -    | 38      | 35      | 73  | 76  |
| 15.º | Comunicaciones       | 0,95  | 36   | 23   | -       | 31      | 90  | 94  |
| 16.º | Colegiales           | 0,90  | 27   | 7    | 34      | 51      | 119 | 132 |
| 17.º | Argentino de Quilmes | 0,84  | 29   | 13   | 39      | 30      | 111 | 132 |
| 18.º | Brown de Adrogué     | 0,78  | -    | -    | -       | 30      | 30  | 38  |
| 19.º | Liniers              | 0,73  | -    | -    | 29      | 27      | 56  | 76  |
| 20.º | Argentino de Merlo   | 0,67  | -    | 19   | 27      | 17      | 63  | 94  |

|  |                              |
|  | Descendieron a la Primera D. |

## Goleadores[3]
| Pos. | Jugador              | Jugador           | Goles | Equipo            |
| ---- | -------------------- | ----------------- | ----- | ----------------- |
| 1    | Bandera de Argentina | Jorge Franzoni    | 26    | Defensores Unidos |
| 2    | Bandera de Argentina | Fabián Lapolla    | 21    | Claypole          |
| 3    | Bandera de Argentina | Alberto Batallini | 19    | Colegiales        |
| 4    | Bandera de Argentina | José Espósito     | 18    | Muñiz             |